# Darren Rafferty
Darren Rafferty (* 1. července 2003) je irský profesionální silniční cyklista jezdící za UCI WorldTeam EF Education–EasyPost.

## Hlavní výsledky

### Silniční cyklistika
2020
Národní šampionát
 vítěz časovky juniorů
2021
Národní šampionát
 vítěz silničního závodu juniorů
 vítěz časovky juniorů
2. místo Chrono des Nations Juniors
Mistrovství Evropy
4. místo časovka juniorů
2022
Národní šampionát
 vítěz časovky do 23 let
5. místo silniční závod
vítěz Strade Bianche di Romagna
Mistrovství Evropy
6. místo časovka do 23 let
6. místo Chrono des Nations U23
Hry Commonwealthu
8. místo časovka
2023
Národní šampionát
 vítěz časovky do 23 let
Giro della Valle d'Aosta
 celkový vítěz
Giro Next Gen
2. místo celkově
4. místo Coppa Città di San Daniele
Mistrovství světa
5. místo časovka do 23 let
5. místo Lutych–Bastogne–Lutych U23
5. místo Giro del Belvedere
7. místo Trofeo Alcide Degasperi

### Cyklokros
2019–2020
Národní šampionát
 vítěz závodu juniorů
2022–2023
Národní šampionát
3. místo závod elite